# Комната желаний
«Комната желаний» (англ. The Room) — мистический триллер Кристиана Волькмана с Ольгой Куриленко и Кевином Янссенсом в главных ролях.
Мировая премьера состоялась 15 апреля 2019 года на кинофестивале в Бельгии. На российские экраны фильм вышел 19 сентября 2019.

## Сюжет
Мэтт и Кейт переезжают в Вестминстер, где купили уединённое поместье. Во время ремонта они находят стальную дверь, ведущую в пустую комнату. После частых перебоев в электроснабжении пара звонит электрику, с помощью которого выясняется, что проводка в доме представляет собой запутанную массу, которая проходит по стенам и половицам дома. Перед отъездом электрик выражает искреннее удивление, что дом обрёл новых хозяев после того, как прежние владельцы были убиты в его стенах.
В тот вечер Мэтт обнаруживает, что не может заснуть, и в конечном итоге после выпитой бутылки спиртного начинает изучать убийство. Выясняется, что жившую ранее в этом доме пару убил Джон Доу, то есть его личность не известна, и что он всё ещё жив и пребывает в психиатрической больнице. Мэтт случайно попадает в комнату и в состоянии опьянения желает ещё одну бутылку, которую тут же обретает. На следующее утро Кейт находит его в комнате в окружении множества дорогих картин. Мэтт предлагает ей проверить силу комнаты, и Кейт загадывает миллионы долларов. В течение следующих нескольких дней пара увольняется с работы и устраивает вечеринки в комнате, которая постоянно исполняет их желания.
Кейт впадает в депрессию из-за того, что любой дар комнаты фактически не имеет какой-либо ценности. Чтобы подбодрить её, Мэтт предлагает попробовать завести ребёнка, но она злится, напоминая о своих двух выкидышах. Она восклицает, что не может снова пройти через эту боль, и выбегает из комнаты. Позже Мэтт обнаруживает, что Кейт пожелала у комнаты ребёнка. В панике он требует у неё отказаться от полученного подарка, после её нежелания он уезжает искать Джона Доу.
В психбольнице тот рассказывает не так уж и много: его заставила убить комната, самой паре он советует уехать из дома и навсегда позабыть о комнате. Во время обратной поездки Мэтт обнаруживает, что все имевшиеся у него деньги превратились в пыль. Проведя дома эксперимент с загаданным им портретом работы Ван Гога, он выясняет: любой дарованный комнатой предмет вне стен дома быстро стареет и исчезает. В это время Кейт идёт с ребёнком на природу, несмотря на его предупреждения, и малыша чудом удаётся спасти от смерти, хотя он и стареет примерно на десять лет.
Брак трещит по швам: Кейт сконцентрировалась на воспитании ребёнка из комнаты, которому дала имя Шейн; в это время Мэтт полностью его игнорирует и тренируется в стрельбе из купленного пистолета. Кейт испытывает проблемы с дисциплинированием ребёнка, который из-за угрозы «вирусов и бактерий» вынужден не покидать дом. Несколько дней спустя Мэтт обнаруживает, что Шейн узнал о способностях комнаты, создав в ней недоступный для него участок леса. Это вызывает напряжённую ссору, которую прерывает звонок от Джона Доу. Тот сообщает Шейну обстоятельства его появления на свет, которые аналогичны появлению Шейна, и рекомендует убить Кейт, тогда ребёнок сможет остаться в живых вне стен дома. Кейт подслушивает разговор и сбегает, но в итоге возвращается домой. Пара со слезами на глазах воссоединяется и занимается сексом на кухне, за процессом чего скрытно наблюдает Шейн.
На следующее утро пару будит хлопок входной двери, и они обнаруживают, что Шейн вышел на улицу и превратился в мужчину, хотя у него всё ещё разум ребёнка. Он обвиняет Кейт в том, что она лгала ему обо всём. После этого Шейн угрожает паре пистолетом Мэтта, но Мэтт сбивает его с ног. Во время драки Кейт толкают к пианино, и она теряет сознание. Когда она просыпается, Мэтт сообщает об убийстве Шейна, что она с горечью принимает. Позже она догадывается, что Мэтт — это замаскированный Шейн, загадавший у комнаты принять его облик. Она отталкивает его, но Шейн в итоге насилует её.
Настоящий Мэтт приходит в себя, пробирается сквозь стены рядом с комнатой и прорывается в созданное Шейном альтернативное «внешнее» пространство. Там он находит копию их дома и врывается в тот момент, когда Шейн нападает на Кейт. Двое Мэттов встречаются лицом к лицу и пытаются склонить Кейт на свою сторону. Сбросив фальшивого Мэтта с лестницы, пара сбегает из дома и направляется обратно в комнату. Им удаётся обманом заставить Шейна выйти в реальный мир. Заперев за ним дверь, Кейт наблюдает, как тот быстро стареет и рассыпается в пепел.
Пара покидает дом. Через некоторое время они живут в мотеле. Кейт получает положительный тест на беременность и не знает, кто является отцом будущего ребёнка. Светильник в номере мотеля мерцает, намекая, что герои всё ещё находятся в «Комнате желаний».

## В ролях
| Актёр           | Роль            |
| --------------- | --------------- |
| Ольга Куриленко | Кейт            |
| Кевин Янссенс   | Мэтт            |
| Джон Фландерс   | Джон Доу        |
| Френсис Чепмен  | Шейн            |
| Марианн Бург    | Сюзанна         |
| Эрик Жигу       | пациент         |
| Майкл Кэйя      | Мистер Шеффер   |
| Кэрол Уэйерс    | Мэйделин Шеффер |
| Джошуа Уилсон   | Шейн в 8 лет    |

## Релиз
Мировая премьера картины состоялась 15 апреля 2019 года на Брюссельском кинофестивале фантастических фильмов (Бельгия). 30 июня фильм был показан на кинофестивале в Пучхоне (Южная Корея), где получил награду в категории «Лучший фильм». На фестивале в Невшателе (Швейцария) «Комната желаний» заработала номинацию в той же категории.
Русскоязычная версия трейлера фильма появилась в сети в начале июля.